# Novembre 1924

## Événements
- En France, résurrection de la Ligue nationale des patriotes.
- Liaison Paris - Moscou - Vienne par la compagnie aérienne française CIDNA (Compagnie internationale de navigation aérienne).

- 4 novembre : 
  - Le républicain Calvin Coolidge est réélu président des États-Unis.
  - Début du ministère conservateur de Stanley Baldwin, Premier ministre du Royaume-Uni (fin en 1929);
  - premier vol de l'hydravion Canadian Vickers Vedette.

- 20 novembre, France : début de la grève des sardinières de Douarnenez (fin le 10 janvier 1925)[1].

- 23 novembre, France : transfert des cendres de Jean Jaurès au Panthéon de Paris.

- 24 novembre : à la suite de l’assassinat au Caire du gouverneur du Soudan sir Lee Stark, la Grande-Bretagne contraint Saad Zaghloul pacha à démissionner. Ahmed Ziwar pacha lui succède comme Premier ministre. Le roi Fouad Ier dissout la chambre et tente de faire pression sur les électeurs pour obtenir la défaite du Wafd aux élections de 1925.

- 26 novembre : la mort du Bogdo Khan, dernier Bogdo Gegen, permet au gouvernement provisoire mongol de proclamer la République populaire mongole. Ourga est rebaptisée Oulan-Bator (Héros rouge). Les dirigeants de la nouvelle république s’alignent sur l’Union soviétique.

- 28 novembre : Sun Yat-sen se rend à Tokyo dans l’intention de fédérer la république de Chine et l'empire du Japon mais meurt à son retour en Chine le 12 mars 1925. Il est remplacé par son lieutenant Wang Jingwei, qui doit lui-même compter avec le chef militaire Tchang Kaï-chek.

## Naissances
- 1er novembre : Jean-Luc Pépin, homme politique provenant du Québec († 30 septembre 1995).
- 11 novembre : Jean Meyer, historien français († 18 avril 2022).
- 12 novembre : Audouin Dollfus, astronome français († 1er octobre 2010).
- 20 novembre : Benoît Mandelbrot, mathématicien français († 14 octobre 2010).
- 21 novembre :
  - Christopher Tolkien, éditeur britannique d'une partie des œuvres de son père, J. R. R. Tolkien († 16 janvier 2020).
  - Milka Planinc : femme politique yougoslave, ancien premier ministre de l'ex-Yougoslavie († 7 octobre 2010).
- 23 novembre : André Rosseel, coureur cycliste belge († 8 décembre 1965).
- 25 novembre : Paul Desmond, saxophoniste de jazz américain († 30 mai 1977).

## Décès
- 4 novembre : Gabriel Fauré, compositeur français (° 1845).
- 8 novembre : Sergueï Liapounov, compositeur russe (° 1859).
- 10 novembre : Archibald Geikie, géologue britannique (° 1835).
- 19 novembre : Michael Logue, cardinal irlandais (° 1er octobre 1840).
- 21 novembre : Émile Reinaud, avocat, homme politique et écrivain français (° 12 mars 1854).
- 29 novembre : Giacomo Puccini, compositeur italien (° 1858).